# J.J.Cale Live
J.J.Cale Live è un album live di J.J. Cale, pubblicato dalla Delabel Records nel 2001. Le registrazioni sono state effettuate dal 1993 al 1996.

## Tracce
1. After Midnight – 3:07 (J.J. Cale) – Registrato il 29 marzo 1996 al Carnegie Hall di New York
2. Old Man – 2:52 (J.J. Cale) – Registrato il 29 marzo 1996 al Carnegie Hall di New York
3. Call Me the Breeze – 3:56 (J.J. Cale) – Registrato il 29 marzo 1996 al Carnegie Hall di New York
4. Sensitive Kind – 4:05 (J.J. Cale) – Registrato il 29 marzo 1996 al Carnegie Hall di New York
5. Cocaine – 3:08 (J.J. Cale) – Registrato il 24 settembre 1994 al Philharmonie di Monaco di B. (Germania)
6. Money Talks – 4:32 (Christine Lakeland, J.J. Cale) – Registrato il 4 giugno 1993 al Flynn Theater di Burlington (Vermont)
7. River Boat Song – 3:09 (J.J. Cale) – Registrato il 1º settembre 1994 al The Great American Music Hall di San Francisco (California)
8. Living Here Too – 3:32 (J.J. Cale) – Registrato il 6 ottobre 1994 al The Hammersmith Apollo di Londra (Inghilterra)
9. Mama Don't – 4:32 (J.J. Cale) – Registrato il 6 ottobre 1994 al The Hammersmith Apollo di Londra (Inghilterra)
10. People Lie – 3:02 (J.J. Cale) – Registrato il 1º settembre 1994 al The Great American Music Hall di San Francisco (California)
11. Humdinger – 4:26 (J.J. Cale) – Registrato il 5 giugno 1993 al The Sommerville Theater di Sommerville (Massachusetts)
12. Thirteen Days – 3:30 (J.J. Cale) – Registrato il 5 giugno 1993 al The Sommerville Theater di Sommerville (Massachusetts)
13. Magnolia – 3:02 (J.J. Cale) – Registrato il 29 marzo 1996 al Carnegie Hall di New York
14. Ride Me High – 5:50 (J.J. Cale) – Registrato il 20 aprile 1990 al Park West di Chicago (Illinois)

## Musicisti
- J.J. Cale  - chitarra, voce
- Christine Lakeland  - chitarra, voce (brani : 3, 4, 5, 6, 8, 9, 10, 11, 12, 13 & 14)
- Rocky Frisco - tastiere (brani : 3, 4, 5, 8, 9, 10 & 13)
- Spooner Oldham - tastiere (brano : 14)
- Steve Douglas - sassofono (brano : 14)
- Jimmy Gordon - armonica (brani : 3 & 13)
- Bill Raffensperger  - basso (brani : 2, 3, 4, 5, 8, 9, 10 & 13)
- Doug Bell - basso (brani : 6, 11 & 12)
- Tim Drummond  - basso (brano : 14)
- Jim Karstein  - batteria, percussioni (brani : 3, 4, 5, 6, 8, 9, 10, 11, 12, 13 & 14)
- James Cruce  - batteria, percussioni (brani : 3, 4, 5, 6, 8, 9, 10, 11, 12, 13 & 14)